# 1155 (szám)
Az 1155 (római számmal: MCLV) az 1154 és 1156 között található természetes szám.

## A szám a matematikában
A tízes számrendszerbeli 1155-ös a kettes számrendszerben 10010000011, a nyolcas számrendszerben 2203, a tizenhatos számrendszerben 483 alakban írható fel.
Az 1155 páratlan szám, összetett szám. Kanonikus alakja 31 · 51 · 71 · 111, normálalakban az 1,155 · 103 szorzattal írható fel. Tizenhat osztója van a természetes számok halmazán, ezek növekvő sorrendben: 1, 3, 5, 7, 11, 15, 21, 33, 35, 55, 77, 105, 165, 231, 385 és 1155.
Az 1155 tizennyolc szám valódiosztó-összegeként áll elő, ezek közül legkisebb a 3453.

## Csillagászat
- 1155 Aënna kisbolygó